# لاوری لهتینن (بازیکن فوتبال)
لاوری لهتینن (فنلاندی: Lauri Lehtinen; ۱۹ اوت ۱۹۲۷ – ۲۳ مارس ۲۰۱۶) بازیکن فوتبال اهل فنلاند بود.
از باشگاه‌هایی که در آن بازی کرده‌است می‌توان به باشگاه فوتبال هلسینکی اشاره کرد.
وی همچنین در تیم ملی فوتبال فنلاند بازی کرده‌است.